# 特鲁尼克大冒险 不思议的迷宫
《特鲁尼克大冒险 不思议的迷宫》是不可思议迷宫系列第一部作品。本作主角为《勇者斗恶龙IV》的商人特鲁尼克。游戏为特鲁尼克在“不可思议迷宫”中冒险并搜索道具。游戏由Chunsoft开发并于1993年9月19日在日本超级任天堂平台发行。

## 游戏玩法
游戏玩法和roguelike类电脑游戏相似。主要的相似点在于极大使用了随机迷宫。游戏主角是《勇者斗恶龙IV》中的玩家角色商人特鲁尼克。游戏延续了特鲁尼克在《勇者斗恶龙IV》后的故事——他想开一家他自己的商店，并为商店进货而冒险进入了不可思议迷宫。
在特鲁尼克探索迷宫中，他将收集道具并和类似勇者斗恶龙游戏中出现的怪物战斗。如果特鲁尼克离开迷宫，他将能卖出他发现的道具。他还可以装备一些在迷宫中发现的道具。通过积攒金钱，特鲁尼克可以扩建他的房子和商店。

## 开发
《特鲁尼克》由曾开发勇者斗恶龙前五作的Chunsoft开发。这也是roguelike游戏系列不可思议迷宫的首部作品，系列已经发行25部作品，其中包括5部勇者斗恶龙衍生作品。

## 音乐
如同其它勇者斗恶龙系列游戏，游戏音乐由椙山浩一作曲。索尼唱片于1993年10月21日在日本发行了游戏原声《组曲 特鲁尼克大冒险 音乐的化学》。其中收录八个管弦改编乐曲，以及三个游戏原声音乐。专辑于2009年10月7日再版。游戏中的两首音乐由东京城市交响乐团在游戏发行当年的管弦乐游戏音乐会3上进行了演奏。

## 评价
在1993年11月，杂志《Fami通》的读者交叉评价给了游戏9/10分。在2006年，游戏在《Fami通》读者票选史上最佳100游戏中排到了78名。
游戏有两个以特鲁尼克为主角的续作，即1999年的《特鲁尼克大冒险2 不可思议迷宫》和2002年的《特鲁尼克大冒险3 不可思议迷宫》。